# 達特姆德爾馬拉尼翁省

馬拉尼翁河畔達特姆省（西班牙語：Provincia del Datem del Marañón），又音译達特姆德爾馬拉尼翁省，是秘魯的省份，位於該國東北部洛雷托大区，首府是聖羅倫索，始建於2005年8月2日，海拔高度128米，面積46,619平方公里，2007年人口49,571，人口密度每平方公里1.06人。